# Oxypoda elongatula
Oxypoda elongatula är en skalbaggsart som beskrevs av Aubé 1850. Oxypoda elongatula ingår i släktet Oxypoda, och familjen kortvingar. Arten är reproducerande i Sverige.